# Деановићи
Деановићи су насељено место у саставу града Петриње, у Банији, Република Хрватска.

## Историја
Деановићи су се од распада Југославије до августа 1995. године налазили у Републици Српској Крајини.

## Становништво
Насеље је према попису становништва из 2011. године имало 28 становника.
| Националност       | 1991.     |
| Срби               | 87 (100%) |
| Хрвати             | 0         |
| Југословени        | 0         |
| остали и непознато | 0         |
| Укупно             | 87        |